# Everywhere You Go
"Everywhere You Go" é o segundo single da banda Taxiride, lançado após "Get Set. É a terceira faixa de seu álbum de estreia de 1999, Imaginate. A canção foi gravada no Ocean Way Studios, Los Angeles, e produzida por Jack Joseph Puig. Tal como acontece com "Get Set", esta canção foi lançado antes do álbum.

## Faixas
CD single Australiano
1. "Everywhere You Go"
2. ""Get Set" (versão demo original)

Bonus Track Australiano em CD single
1. "Everywhere You Go"
2. "Get Set" (versão demo original)
3. "A Stone in the Ocean"
4. "Running Away" (versão demo original)
5. "Counting Down the Days" (versão demo original)

CD single Europeu
1. "Everywhere You Go" (Intro Acustico)
2. "Everywhere You Go"
3. "A Stone in the Ocean"

EP Japonês
1. "Everywhere You Go"
2. "Splash"
3. "Voodoo Doll Sin"
4. "A Stone in the Ocean"
5. "Running Away" (versão demo original)
6. "Counting Down the Days" (versão demo original)
7. "Everywhere You Go" (Versão dos E.U.A)

## Posições nas paradas
| Chart                               | Posição | Fonte(s) |
| ----------------------------------- | ------- | -------- |
| Austrália (ARIA)                    | 15      | [ 1 ]    |
| Alemanha (GfK Entertainment Charts) | 81      | [ 2 ]    |
| Nova Zelândia (Recorded Music NZ)   | 30      | [ 3 ]    |